# 开尔文波
开尔文波（Kelvin Wave）是发生在大气或海洋中的，迎向地形边界（例如海岸线）平衡科氏力的波动现象。开尔文波的一个特征是非弥散性，也就是说，波峰的相速度与波能的群速度在所有频率时均相等。这一特性意味着它在沿岸方向始终保持它的形状。
流体动力学意义上的开尔文波是超流体动力学中的一种大尺度的漩涡紊动模式；在气象学和海洋学推导研究中，可以假定经线方向速度分量为零（也就是假定没有南北向的流动，故可简化动量及连续性方程）。

## 海岸开尔文波
在固定水深(H)的成层大洋中，自由波沿海岸边界（故其被自身困于海岸附近）以尺度为 30 km的开尔文内波形式传播。这种波动称为海岸开尔文波。利用 v = 0 的假设，可以解出海岸开尔文波相速度的频率关系。（线性化后的）原始方程表示为以下形式（忽略 V 向动量方程）：
- 连续方程（考虑水平向幅聚和幅散作用）：

{\displaystyle {\frac {\partial u}{\partial x}}+{\frac {\partial v}{\partial y}}={\frac {-1}{H}}{\frac {\partial \eta }{\partial t}}}
- U 向动量方程（纬向风分量）：

{\displaystyle {\frac {\partial u}{\partial t}}=-g{\frac {\partial \eta }{\partial x}}+fv}
- V 向动量方程（经向风分量）：

{\displaystyle {\frac {\partial v}{\partial t}}=-g{\frac {\partial \eta }{\partial y}}-fu.}

若有条件可以说明科氏参数f  由右边界条件下确定为常数，并且纬向风分量为0，那么原始方程可表为：
- 连续方程:

{\displaystyle {\frac {\partial v}{\partial y}}={\frac {-1}{H}}{\frac {\partial \eta }{\partial t}}}
- U 向动量方程:

{\displaystyle g{\frac {\partial \eta }{\partial x}}=fv}
- V 向动量方程:

{\displaystyle {\frac {\partial v}{\partial t}}=-g{\frac {\partial \eta }{\partial y}}}.
以上方程的解给出以下相速度：{\displaystyle c^{2}=gH}，这个结果与不考虑地球自转时的浅水重力波速度相等。需要重视的是，对于随波漂流的观察者来说，海岸边界（最广幅度）在北半球始终处于右侧，在南半球始终处于左侧(也就是说，这种波动在西部边界向赤道运动，在东部边界向两极运动；波动以类气旋的形式在海洋盆地中移动）。

## 赤道开尔文波
赤道带本质上类似一个波导管的作用，导致扰动均被束缚在赤道附近，而赤道开尔文波正说明了这一事实；因为赤道的作用类似南、北半球的地形边界，使这种波动与海岸束缚开尔文波十分类似。该波动的原始方程与推导海岸开尔文波相速度的方程一致（U向动量方程及连续性方程），且为单向、平行赤道的运动。因为该波动位于赤道，而科里奥利参数在0纬度时不存在；因此需要引入赤道β平面近似：::{\displaystyle f=\beta y}。这里“β”为不同纬度的科里奥利变化参数。赤道平面假定需要向东的速度与南北向气压梯度间的地转平衡。该波动的相速度与海岸开尔文波相同，表明赤道开尔文波向东传播而不发生弥散（假设地球不发生旋转）。在首个大洋斜压模型中，典型的相速度约为2.8 m/s，故赤道开尔文波从新几内亚跨越太平洋传至南美洲约需2个月；对于更高级的大洋及大气模型，相速度与流体流动速度相当。
对于赤道上向东传播的运动，因为北半球的科氏力方向指向运动的右侧，任何向北的偏离都会被带回赤道；而因为南半球的科氏力方向指向运动的左侧，任何向南的偏离也都会被带回赤道。而对于沿赤道向西的运动，科氏力将不会恢复向南或向北的偏离，故赤道开尔文波只可能向东传播（正如上文所述）。大气及大洋的赤道开尔文波均会将西太平洋中的环境改变传至东太平洋，从而在厄尔尼诺-南方涛动的动力条件中扮演重要角色。
目前有一些关于赤道开尔文波与海岸开尔文波间联系的研究。Moore (1968)发现当赤道开尔文波撞击“东部边界”，部分能量以行星波及重力波的形式反射回去，剩余的部分能量则以海岸开尔文波的形式向两极输移。此过程表明从赤道区域传出过程中将损失部分能量，且有部分能量将传输至两极区域。
在表面风压作用下，赤道开尔文波常伴随一些异常现象。如风压异常（偏离“正常”风）、20°C等温线异常（水温为20°C时的深度）。中太平洋的风压正值异常（向东）激起20°C等温线正值异常，并以赤道开尔文波的形式向东传播。